# Bundesstraße 435
Die Bundesstraße 435 (Abkürzung: B 435) war eine deutsche Bundesstraße und verlief von Hamburg-Tonndorf nach Trittau.
Der Verlauf im Detail: Abzweigung von der B 75 – Tonndorfer Hauptstraße – Rahlstedter Straße – Sieker Landstraße – AS Stapelfeld der A 1 – Braak – Großensee – Trittau.
Nach dem Bau der A 24 zu Beginn der 1980er Jahre wurde der Teil von Stapelfeld nach Trittau zur L 92 herabgestuft, im Jahre 2005 dann auch der Rest der Straße.